# Eurocopter EC725
Eurocopter EC 725 Caracal  (numera Airbus Helicopters H225M) är en medeltung militär transporthelikopter som utvecklats ur Super Puma/Cougar familjen. Helikoptern är tvåmotorig och kan bära upp till 29 sittande trupp tillsammans med 2 besättningsmedlemmar, beroende på konfiguration. Helikoptern liknar den civila Eurocopter EC225 Super Puma men är avsedd för olika typer av militära transportuppdrag, främst specialoperationer samt Combat Search and Rescue (CSAR, hämta personal i fientlig miljö).

## Användning i Sverige
Den franska regeringen erbjöd Sverige hösten 2010 att köpa 15 stycken Eurocopter EC725 i samband med den kommande upphandlingen av medeltung transporthelikopter som Försvarets materielverk fått i uppdrag att genomföra åt Försvarsmakten. I april 2011 meddelade dock Försvarsminister Sten Tolgfors att det var Sikorsky UH-60M Black Hawk som skulle anskaffas istället.